# Éderson Alves Ribeiro Silva
Éderson Alves Ribeiro Silva ou simplesmente Éderson (Pentecoste, 13 de março de 1989), é um futebolista brasileiro que atua como atacante. Atualmente joga pelo São Luiz.

## Carreira

### Início
Revelado pelo Ceará em 2007, se destacou nas categorias de base e foi contratado pelo Atlético Paranaense, mas sem espaço no clube retornou ao Ceará por empréstimo e em 2008 quando fazia um bom campeonato pela Campeonato Brasileiro Série B, sofreu uma grave lesão e foi obrigado a realizar cirurgia ficando afastado por seis meses.

### Empréstimos
Em 2010, assinou empréstimo com o ABC, com grande destaque conquistou o Campeonato Brasileiro da Série C e o Campeonato Potiguar de 2010 e 2011. Éderson também teve destaque marcando quatro gols na goleada por 6 a 1 diante do Alecrim no Campeonato Potiguar de 2011.
No primeiro semestre de 2012 foi emprestado novamente ao Ceará, onde disputou apenas o Campeonato Cearense, em que se sagrou campeão. No segundo semestre acertou seu retorno ao ABC por empréstimo até o fim da temporada, Éderson foi um dos destaques do alvinegro na temporada marcando 12 gols.

### Retorno ao Atlético Paranaense
Com todo o destaque na Série B de 2012 pelo ABC, Éderson voltou ao Atlético Paranaense a pedido do ex-técnico Ricardo Drubscky, para a disputa do Campeonato Brasileiro da Série A e da Copa do Brasil. Diante do Vasco da Gama, Éderson fez um hat-trick na goleada por 5 a 1 que classificou o Furacão para a Libertadores de 2014, em partida válida pela última rodada do Campeonato Brasileiro. Ele foi o artilheiro do Campeonato Brasileiro com 21 gols.
Em 2014, Éderson marcou um gol na derrota por 2 a 1 para o Sporting Cristal, no jogo de ida em partida válida pela primeira fase da Libertadores, gol que foi importante para o jogo da volta, em que Éderson foi fundamental ao marcar nos minutos finais de pênalti que garantiu a vitória por 2 a 1 e a classificação por 5 a 4 nos pênaltis.

### Al Wasl
Com apenas quatro gols no ano, Éderson foi emprestado ao Al Wasl do Emirados Árabes por um ano. Éderson chegou no clube por indicação do técnico Jorginho.

### Kashiwa Reysol
Em 07 de julho de 2015, assina contrato com o Kashiwa Reysol do Japão por três anos. A venda do atacante rendeu ao Atlético Paranaense cerca de R$ 10 milhões. 

### Vasco da Gama
Em 16 de julho de 2016 foi emprestado ao Vasco por um ano. Marcou seu primeiro gol pelo cruz-maltino logo em sua estreia na partida contra o Bragantino em jogo válido pelo Campeonato Brasileiro - Série B no dia 23 de julho de 2016. Voltou a marcar diante do Santos pelo Gigante da Colina, o jogo foi 2 a 2 favorecendo ao Santos que tinha o placar agregado de 5 a 3 pela Copa do Brasil 2016.

### Novo retorno ao Atlético Parananense
Éderson foi contratado pelo Atlético Paranaense até a metade de 2018. O atacante voltou a marcar pelo clube em jogo válido pelo Campeonato Brasileiro de Futebol de 2017, onde o Atlético Paranaense goleou o Vitória por 4 a 1 na Arena da Baixada.

### Fortaleza
No final de julho de 2018, Éderson acertou com o Fortaleza, após seu contrato com o Atlético-PR se encerrar.

## Titulos
Atlético Paranaense
- Campeonato Paranaense: 2009, 2018
- Taça Caio Júnior: 2018
- Marbella Cup: 2013

Vasco
- Taça Rio: 2017

Ceará
- Campeonato Cearense: 2012

ABC
- Campeonato Potiguar: 2010, 2011
- Campeonato Brasileiro - Série C: 2010

Fortaleza
- Campeonato Brasileiro - Série B: 2018
- Campeonato Cearense: 2019, 2020
- Copa do Nordeste: 2019

## Prêmios Individuais
- Bola de Prata: 2013
- Artilheiro do Campeonato Brasileiro de Futebol de 2013 - Série A: 21 gols
- Artilheiro do Campeonato Paranaense de Futebol de 2018: 9 gols